# Polypedates
Polypedates es un género de anuros de la familia Rhacophoridae propios de la región indomalaya.

## Especies
Según la ASW:
- Polypedates assamensis Mathew & Sen, 2009
- Polypedates braueri (Vogt, 1911)
- Polypedates chlorophthalmus Das, 2005
- Polypedates colletti (Boulenger, 1890)
- Polypedates cruciger Blyth, 1852
- Polypedates discantus[2] Rujirawan, Stuart & Aowphol, 2013
- Polypedates hecticus Peters, 1863
- Polypedates eques Günther, 1858
- Polypedates fastigo Manamendra-Arachchi & Pethiyagoda, 2001
- Polypedates hecticus Peters, 1863
- Polypedates impresus Yang, 2008
- Polypedates insularis Das, 1995
- Polypedates iskandari[3] Riyanto, Mumpuni & McGuire, 2011
- Polypedates leucomystax (Gravenhorst, 1829)
- Polypedates longinasus (Ahl, 1927)
- Polypedates macrotis (Boulenger, 1891)
- Polypedates maculatus (Gray, 1830)
- Polypedates megacephalus Hallowell, 1861
- Polypedates mutus (Smith, 1940)
- Polypedates occidentalis Das & Dutta, 2006
- Polypedates otilophus (Boulenger, 1893)
- Polypedates pseudocruciger Das & Ravichandran, 1998
- Polypedates pseudotilophus[4] Matsui, Hamidy & Kuraishi, 2014
- Polypedates ranwellai[5] Wickramasinghe, Munindradasa & Fernando, 2012
- Polypedates subansiriensis Mathew & Sen, 2009
- Polypedates taeniatus (Boulenger, 1906)
- Polypedates teraiensis (Dubois, 1987)
- Polypedates zed (Dubois, 1987)